# Heleón

Mapa de ciudades de la antigua Beocia. Heleón se situaba al este, cerca de Harma y no lejos de Tanagra.

Heleón o Eleón (en griego, Ελεών) es el nombre de una antigua ciudad griega de Beocia, que fue mencionada por Homero en el Catálogo de las naves de la Ilíada.
Según Estrabón, se trataba de un lugar que formaba parte de la tetrakomía del territorio de Tanagra, junto con Harma, Micaleso y Faras. El geógrafo añade que el significado de su nombre está relacionado con su ubicación cerca de pantanos.
Desde la Antigüedad existías diversas hipótesis acerca de si otra ciudad citada por Homero como Eleón en el canto X era la misma ciudad que Heleón u otra distinta que estaría situada en Tesalia. Crates situaba esta Eleón cerca del monte Parnaso, pero Demetrio de Escepsis decía que no podía hallarse ninguna población con ese nombre en el Parnaso. Estrabón dice que algunos creían que se trataba de la misma que Heleón de Beocia, pero él era de la opinión que no podía tratarse de esa ciudad.
En una de las tablillas micénicas con inscripciones en lineal B que se encontraron en Tebas en 1995, figura escrito el lugar de Eleón bajo la forma e-re-o-ni.
Los restos de la antigua Heleón se identifican con los restos de un yacimiento arqueológico situado en la periferia del pequeño pueblo de Harma, donde las excavaciones llevadas a cabo a partir de 2007 han sacado a la luz restos de un asentamiento que tuvo tres fases principales de ocupación: una inicial en el heládico reciente —que se corresponde con el periodo micénico—, una segunda en los periodos arcaico y clásico y una tercera durante la Edad Media.
Actualmente existe un pequeño pueblo del mismo nombre, Heleón o Eleona, situada algunos kilómetros al noroeste de los restos de la antigua ciudad.